# Ioasys
Ioasys (Innovation Oasys Desenvolvimento de Sistemas) é uma empresa brasileira de inovação tecnológica especializada na criação e desenvolvimento de aplicativos e demais componentes do universo digital com quase 200 funcionários, sediada em Belo Horizonte, no estado de Minas Gerais. Foi certificada como uma das melhores empresas para trabalhar com o selo Great Place To Work (GPTW). Em 2020, o índice de satisfação foi 91%, acima da média das 150 melhores GPTW - Nacional 2019.
A empresa foi fundada em 2012 pelos empresários Gilson Vilela Jr e Walter Neto. No ano seguinte, conquistou o prêmio de melhor projeto de inovação do governo britânico em Minas Gerais e seus fundadores foram convidados a visitar o ecossistema de empresas em Londres e a participar do Digital Shoreditch, um dos maiores eventos de criatividade do Reino Unido. Já teve como clientes BASF, Suvinil, Latam, Banco Inter, Fundação Don Cabral, Pfizer, Burger King, Localiza, Sebrae, Unimed, Vale, Fleury, Vallourec, Hermes Pardini, dentre outras.
Em 2016, tornou-se global, participando de eventos internacionais e garantindo mais de 15 clientes de outros países, muitos deles vindos do Startup Chile. No ano seguinte, foi responsável pelo desenvolvimento do jogo Startup Games, juntamente com o governo britânico. Nos últimos anos a empresa se expandiu e hoje existem escritórios em Belo Horizonte, São Paulo, Lavras e Aracaju.

## Histórico
A empresa surgiu quando, em 2012, Gilson Vilela Jr criou o Passa-Régua (um app de divisão de contas do bar) que ficou entre os mais baixados do Brasil, chegando a marca de meio milhão de usuários. Na vontade de transformar aquilo em um negócio, convidou Walter Neto para abrir a empresa como sócio. Em junho de 2012, foi fundada a Ioasys.
A empresa começou sem capital. Para conseguir mão de obra, Gilson convidou alguns colegas de faculdade para um estágio voluntário em que ele ensinou e deu a oportunidade para aprenderem sobre desenvolvimento e começarem suas carreiras. Com a chegada dos primeiros clientes, os estagiários foram promovidos e cresceram na empresa. Muitos deles estão até hoje na Ioasys, outros saíram para ocuparem cargos de liderança em grandes empresas mundo afora.
Em outubro de 2012, a Ioasys passou pelo processo de incubação da Fumsoft e então teve o seu primeiro escritório físico na Avenida Afonso Pena 4.000, em Belo Horizonte. Na época, desenvolviam aplicativos mobile para as startups que estavam surgindo dentro do San Pedro Valley (SPV) - uma comunidade de startups de Belo Horizonte
Nesse mesmo ano, conquistou o prêmio de melhor projeto de Inovação do governo britânico em Minas Gerais, sendo assim convidada a visitar o ecossistema de empresas em Londres e a participar do Digital Shoreditch, um dos maiores eventos de criatividade do Reino Unido.
Em 2014, foi o ano em que se consolidaram como empresa desenvolvedora de apps. A Ioasys atendeu diversas startups do mercado mineiro e ajudou elas a crescerem e se destacarem, como AppProva, Sympla, Méliuz, entre outras.
Em 2015, se tornaram globais, participando de eventos internacionais e garantindo mais de 15 clientes de outros países, muitos deles vindos do Startup Chile. Esse também foi o ano em que a Ioasys chegou em São Paulo, construindo o seu primeiro escritório na cidade.
Em 2016, foram responsáveis pelo desenvolvimento do jogo Startup Games, juntamente com o governo britânico. O jogo, que teve sua primeira edição realizada nas Olimpíadas do Rio, ganhou destaque mundial e foi realizado em mais de 15 países ao longo dos últimos anos, com a participação de mais de 700 empresas ao redor do mundo.
A área técnica da empresa sempre foi conduzida por Gilson, visando seguir os caminhos mais enxutos e leves, buscando entregar mais valor para os clientes no menor tempo possível. Por isso, desde o início, eles utilizam práticas ágeis e suas mais diversas metodologias e frameworks.
Atualmente, Gilson Vilela Jr é responsável por toda a operação técnica da empresa, que conta com quase 200 funcionários, e Walter Neto é responsável pela área de negócios da mesma. Por isso, desde o início utilizam práticas ágeis e suas mais diversas metodologias e frameworks.  No período de pandemia, a empresa tem participado em pesquisas sobre comportamento da sociedade e do mercado e desenvolvimento de novas formas de atuação nos meios digitais. 
Em 2020, a Ioasys recebeu o selo Great Place To Work (GPTW), que a certifica como uma das melhores empresas para trabalhar, obtendo índice de satisfação de 91%, acima da média das 150 melhores.